# Bliss (2021)
Bliss ist ein amerikanischer Science-Fiction-Dramafilm aus dem Jahr 2021, der von Mike Cahill geschrieben und inszeniert wurde. Darin sind Owen Wilson und Salma Hayek zu sehen.

## Handlung
Der kürzlich geschiedene Greg Wittle verbringt seine Arbeitszeit damit, zu träumen und Bilder von seinem Traumhaus an der Küste zu zeichnen. Infolgedessen wird er von seinem Chef Björn entlassen, dabei stößt Greg diesen versehentlich, so dass er zu Tode kommt, da sein Kopf auf der Schreibtischkante aufprallt. 
In Panik hängt Greg Björns Leiche am Fenster auf, zieht den Vorhang vor, so dass sie nur von außen zu sehen ist und verlässt das Büro, um zur Bar auf der anderen Straßenseite zu gehen. Dort trifft er Isabel, die zu wissen scheint, was er getan hat. Sie spricht davon, diese Welt mit unbeabsichtigten Konsequenzen geschaffen zu haben und ihm helfen zu wollen. Während sie zuschauen, öffnet sich plötzlich das Fenster und Björns Leiche fällt einige Stockwerke tief auf die Straße, was die entsetzte Passanten und Kollegen von Greg glauben lässt, Björn sei in den Tod gesprungen. 
Isabel schleppt Greg weg und sagt ihm, er müsse sich verstecken, um nicht ins Visier der Polizei zu geraten und er müsse zudem jeglichen Kontakt mit seiner Familie vermeiden. Sie verkauft sein Handy, so dass er nicht mehr zu orten ist und bringt ihn unter eine Verkehrsbrücke, wo sie sich unter Sonnensegeln eingerichtet hat. Er zeigt ihr seine Zeichnungen, auf der sie behauptet, selbst zu sehen zu sein fordert ihn auf, sie zu küssen; sie werden ein Liebespaar. Isabel bietet ihm einen kleinen gelben Kristall an, ein nicht identifiziertes Halluzinogen, den er schlucken soll. Greg erkennt, dass er unter seinem Einfluss die Welt und Menschen in seiner Umgebung in ihren Bewegungen manipulieren kann. 
Isabel bezieht die Kristalle von ihrem angeblichen Ex-Freund Kendo. Während sie bei ihm Nachschub besorgt, wartet Greg auf der Straße, wo ihn seine Tochter Emily entdeckt und ihm erklärt, dass sie verzweifelt nach ihm gesucht habe. Sie gibt ihm ein Foto von ihrer College-Abschlussfeier, ein Ereignis, das er verpasst hat, mit ihrer Telefonnummer auf der Rückseite und bittet ihn, sie anzurufen. 
Eines Morgens wacht Greg in Isabels provisorischer Behausung auf und bemerkt, dass er allein ist. Er findet Emilys Bild, sucht einen öffentlichen Fernsprecher, erreicht aber nur die Mailbox. Als er zurückkommt, macht ihm Isabel eine Szene, beschimpft ihn, dass er versucht hat, Emily zu kontaktieren, und behauptet, dass diese nicht real ist. Als Greg sich weigert, dies zu akzeptieren, erkennt Isabel, dass sie ihm beweisen muss, was die tatsächliche Realität ist. Mit einem Naseninjektionsgerät nehmen beide nun in Unterdosierung hellblaue Kristalle auf, um sie aus der falschen Welt zu werfen, Isabel besitzt nur für jeden acht statt zehn Kristalle, riskiert aber trotzdem den Exit-Prozess.
Greg wacht zusammen mit Isabel verkabelt mit einem riesigen Computer auf und wird von mehreren Wissenschaftlern überwacht. Während er sich erholt, erfährt er, dass er eine Simulation im Computer, der Brain Box, erlebt hat, welche von Isabel entwickelt wurde, um alternative Realitäten und ihre Auswirkungen auf das menschliche Gehirn zu untersuchen. Isabel enthüllt ihm, dass sie ein Paar in der realen Welt sind und nimmt Greg mit nach Hause, um ihm zu zeigen, dass seine Zeichnungen Wiedergaben dieser echten, traumhaft schönen, Welt waren. 
Greg erinnert sich an nichts davon, und Isabel erklärt, dass die Menschheit in der Realität nach einer langen dunklen Zeit der Armut durch synthetische Biologie und Asteroidenabbau die meisten Probleme auf der Erde beseitigt hat und in perfekter Sorglosigkeit, Wohlstand und Frieden lebt, alle unangenehmen Arbeiten werden von Robotern ausgeübt. Ihr selbst war aber bewusst gewesen, dass der Mensch das Gute nur dann zu würdigen weiß, wenn er auch am eigenen Leib das Schlechte erfahren hat. Um dies zu ermöglichen, hatte sie die Brain Box erfunden.  
Greg ist immer noch verwirrt, da er keine Erinnerungen an diese Welt wiedererlangt und immer noch lebhafte Erinnerungen an die Simulation hat, einschließlich Emily als seine Tochter, aber Isabel erklärt ihm, dass die Simulation derartige Nebenwirkungen haben könne. 
Einige Tage später wird eine große Gala für den Erfolg der Brain Box veranstaltet. Während der Feier wandert Greg davon und trifft auf eine gespenstische Emily, die fleht, dass er zu ihr zurückkommt. Währenddessen sieht Isabel immer mehr gefährliche Elemente aus der Simulation in ihre tatsächliche Welt eindringen. Sie erkennt, dass dies die Folge der Unterdosierung der blauen Kristalle ist und dass sie in die Simulation zurückkehren müssen, um dort mehr blaue Kristalle, die es leider nur dort gibt, zu finden und zu sich nehmen, um sie dann vollständig verlassen zu können. 
Zurück in der Brain Box-Simulation erhält Isabel mehr blaue Kristalle von Kendo, den sie dabei erschießt. Die Polizei ist ihnen sofort auf den Fersen. In ihrem Zelt findet Isabel zu spät heraus, dass sie nur elf Kristalle erhalten haben. Hiermit kann also lediglich einer von beiden die Simulation ohne Nebenwirkungen beenden. Isabel will sich opfern und Greg die Rückkehr ermöglichen, denn ihr ist klar, dass sie die Misere verantwortet. Als Greg aber hört, wie Emily in der Nähe von der Polizei in Gewahrsam genommen wird, besteht er darauf, dass Isabel zurückkehrt. Er möchte seine Tochter nicht verlieren und erklärt, dass diese simulierte Welt der Armut und der Kriminalität auch einen Reiz für ihn hat, die konstante Sorglosigkeit in der realen Welt hatte ihn unterfordert und frustriert werden lassen. Eine Entscheidung, die Isabel zutiefst betrübt, aber akzeptiert. Nachdem sie sich geküsst haben, lenkt sie die Polizei lange genug ab, dass Greg entkommen kann, bevor sie die Kristalle zu sich nimmt. Greg geht zu einer Entzugs-Klinik und erklärt, dass er glaube, dass seine Tochter Emily real sei. Kurz danach treffen sich Vater und Tochter wieder und umarmen sich glücklich.

## Hintergrund
Der Film wurde am 5. Februar 2021 auf Amazon Prime Video veröffentlicht. Er erhielt viele schlechte Kritiken (bei Rotten Tomatoes Zustimmungsrate der Fachkritik von 28 %). Vereinzelte positive Kritiken heben philosophische Überlegungen und die Darstellung einer Suchtproblematik hervor, wobei auch hier dem Film durchweg Mängel im Drehbuch attestiert werden.
Der Philosoph Slavoj Žižek hat einen kurzen Cameoauftritt, in dem er seine ironische Theorie über die Hölle als spaßigen Ort darstellt, wobei gegenüber den Menschen im Himmel ein Leiden vorgespielt werden muss, damit diese sich besser fühlen.